# Sum 41
A Sum 41 egy kanadai rockzenekar Ontarióból, Ajaxból. A jelenlegi tagok: Deryck Whibley (ének, ritmusgitár), Jason McCaslin (basszusgitár, háttérének), Steve Jocz (2013 áprilisában eddig ismeretlen okok miatt távozott a zenekarból, helyére Frank Zummo érkezett) (dobok, háttérének) és Tom Thacker (gitár, háttérének, billentyűsök).

## Történet
A Sum 41-t Deryck Whibley és Steve Jocz alapította 1996. július 31-én, a nyár (vagy a nyári szünet?) 41. napján, ezért lett a neve Sum (summer) 41 – akkoriban az új, kilencvenes évekbeli punk rajongói tábora még meglehetősen szűkös volt. Ennek ellenére ők kiálltak e zenei stílus mellett, és jövőbeli együttesüket tervezgették. Nagy hatással volt rájuk a kor előadói közül a NOFX, a Pennywise, valamint a Bad Religion.
Először Kaspir (más források szerint My Nuts Are Huge Kaspir) néven játszottak NOFX-feldolgozásokat, majd 1996. szeptember 28-án léptek fel először Sum 41 néven, egy Supernova koncerten.
1996 nyarára összeállt a jövőbeli csapat: a két már említett tag mellé még belépett Dave Baksh és Jason McCaslin. Eleinte főként házibulikon, ritkán iskolai rendezvényeken léptek fel – ezeken saját számaik mellett mások művei feldolgozását játszották.
Az Island Records érdeklődésébe ötletes bemutatkozófelvételeikkel kerültek. A céggel aláírt szerződés után népszerűségük ütemesen emelkedett; ez átlagon aluli életkoruknak és átlagon felüli dalírási képességüknek volt köszönhető.
Első albumuk, a Half Hour of Power még nem hozta meg a kellő sikert, de ahhoz elég volt, hogy kicsit magukra vonják a figyelmet és a következő korongjukra már mindenki odafigyeljen. Az All Killer No Filler már óriási sikert hozott a fiúknak, de egyelőre még csak a tengerentúlon és Japánban. Az album három számából máris klip készült (Fat Lip, In too deep, Motivation) és a Sum 41 az év felfedezettje lett.
2006 nyarán Dave Baksh kiszállt a csapatból, hogy saját zenekarára, a Brown Brigade-re koncentráljon. Dave azt nyilatkozta egy interjúban, hogy túl könnyű volt már a munkája a gitározással. Deryck egy új pop-punk albumot akart csinálni, Dave viszont a metált részesíti előnyben, így nem tudtak megegyezni, és kilépett a zenekarból.
Felbéreltek egy gitárost, Tom Thackert, a Gob gitárosát és énekesét, aki a koncerteken gitározik az együttessel, nem volt hivatalos tag, 2010 óta viszont már az.
2007 nyarán kiadták az ötödik albumukat, az Underclass Hero-t, melynek három kislemeze lett: az Underclass Hero, Walking Disaster és a With Me, ezekhez a számokhoz klip is készült.
Az igazi áttörést a Fat Lip című számuk hozta meg. Az első koncert DVD-jük az Introduction to Destruction volt. Ezután jött még csak a harmadik albumuk Does This Look Infected? címmel, amiről egyből három klip is készült (Still Waiting, Hell Song, Over My Head). Ezután jó ideig csak turnéztak. Iggy Pop felkérte őket egy dal megírására az új albumára (Little Know It All), amihez klip is készült, és koncerteken is előadták (David Letterman Show, Latino Awards). 2004 nyarán Kongóba mentek dokumentumfilm készítésének céljából, ám épp akkor kitört a harc, és az életüket egy Chuck Pelletier nevű katona mentette meg végül egy tankon, és vitte őket egy nemzetközileg semleges intézménybe. Végül a dokumentumfilm elkészült, és DVD lett belőle (Rocked: Sum 41 in Congo). Aztán 2004. október 12-én kijött a Chuck című album (Chuck Pelletier tiszteletére lett ez az album címe), és egyből készült egy klip is (We're All to Blame), majd követte még kettő (Pieces, Some Say). A zenekar sokáig csak turnézott. Év végére sikerült kiadniuk egy koncert DVD-CD készletet Happy Live Surprise címmel. Kanadában ennek az albumnak Go Chuck Yourself lett a címe. 2006-ban leállnak egy évre a koncertezéssel és a stúdiómunkákkal. 2007-ben a zenekar visszatért egy új lemezzel, az Underclass Hero-val.
2011-ben jelent meg a Screaming Bloody Murder című album, amely új hangzásvilágával az együttest más oldaláról mutatja meg. A lemez egyes számaiban fellelhető az utalás Deryck exfeleségével, Avril Lavigne-nel való szakítására.
2013-ban Steve Jocz egy Facebook-üzenetben megköszönte az együtt töltött éveket, és elbúcsúzott a zenekartól, így az eredeti felállásból már csak Deryck és Cone maradtak.
2015-ben Dave Baksh visszatért az együttesbe, kilenc évvel a kilépése után.
2016-ban bejelentették, hogy megegyeztek a Hopeless Records lemezkiadóval, és október 7-én megjelentetik az új albumukat 13 Voices címmel. Az albumról a Fake My Own Death című szám videóklipje június 28-án jelent meg.
2023. május 8-án a zenekar bejelentette, hogy 27 év fennállás után feloszlanak, de a még bejelentett Heaven x Hell című albumot kiadják, valamint a turnékat befejezik.

## Tagok
| (1996–1997) Az eredeti felállás     | - Deryck Whibley - ének, ritmusgitár - Dave Baksh - szólógitár, vokál - Richard Roy - basszusgitár, vokál - Steve Jocz - dob, vokál                                          |
| (1997–1999)                         | - Deryck Whibley - ének, ritmusgitár - Dave Baksh - szólógitár, vokál - Mark Spicoluk - basszusgitár, vokál - Steve Jocz - dob, vokál                                        |
| (1999–2006) A „klasszikus” felállás | - Deryck Whibley - ének, ritmusgitár - Dave Baksh - szólógitár, vokál - Cone McCaslin - basszusgitár, vokál - Steve Jocz - dob, vokál                                        |
| (2006–2007)                         | - Deryck Whibley - ének, ritmusgitár - Cone McCaslin - basszusgitár, vokál - Steve Jocz - dob, vokál                                                                         |
| (2007 - 2013)                       | - Deryck Whibley - ének, ritmusgitár - Cone McCaslin - basszusgitár, vokál - Steve Jocz - dob, vokál - Thomas Thacker - szólógitár, vokál (2010-ben hivatalosan zenekar tag) |

## Diszkográfia

### Albumok
- Half Hour of Power (2000)
- All Killer No Filler (2001)
- Does This Look Infected? (2002)
- Chuck (2004)
- Underclass Hero (2007)
- Screaming Bloody Murder (2011)
- 13 Voices (2016)
- Order in Decline (2019)
- Heaven :x: Hell (2024)

### Koncertlemezek, EP-k, demók, egyebek…
- Rock Out With Your Cock Out (Demo Tape) (1998)
- Does This Look Infected Too? (2002)
- Chuck Acoustic EP (Tour Edition Promo) (2005)
- Go Chuck Yourself/Happy Live Surprise (2006)

### Maxik
- Makes No Difference (2000)
- Fat Lip (2001)
- In Too Deep (2001)
- Motivation (2002)
- What We're All About (A Pókember filmzenéje) (2001)
- Handle This (2002)
- Still Waiting (2002)
- The Hell Song (2003)
- Over My Head (Better Off Dead) (2003)
- Little Know It All (Iggy Pop) (2003)
- We're All to Blame (2004)
- Pieces (2005)
- Some Say (2005)
- No Reason (2005)
- Underclass Hero (2007)
- Walking Disaster (2007)
- With Me (2008)

### DVD-k
- Introduction to Destruction (2001)
- Cross Your T's and Gouge Your I's (A Pain for Pleasure története. Bónusz a Does This Look Infected? egyes példányaihoz) (2002)
- Sake Bombs and Happy Endings (2004)
- Bring the Noise! (Biográfia) (2004)
- Happy Live Surprise (2005)
- Rocked: Sum 41 in Congo (Dokumentumfilm) (2005)